# Cargèse
Cargèse (Corsicaans: Carghjese of Carghjesi; Italiaans: Cargese; Oudgrieks: Καργκέζε of Kargése) is een gemeente op het Franse eiland Corsica. De gemeente telde 1.193 inwoners op 1 januari 2022.
Cargèse is gelegen in het noorden van de golf van Sagone.

## Geschiedenis
Cargèse wordt ook wel "le village grec" (het Griekse dorp) genoemd.
In januari 1676 vestigden een 600-tal Grieken uit de zuidelijke Peloponnesos die op de vlucht waren voor de Ottomanen zich hier. De oorspronkelijke inwoners wantrouwden hen omdat ze in hen bondgenoten van Genua zagen.

## Geografie
De oppervlakte van Cargèse bedroeg op 1 januari 2022 45,99 vierkante kilometer; de bevolkingsdichtheid was toen 25,9 inwoners per km².
De onderstaande kaart toont de ligging van Cargèse met de belangrijkste infrastructuur en aangrenzende gemeenten.

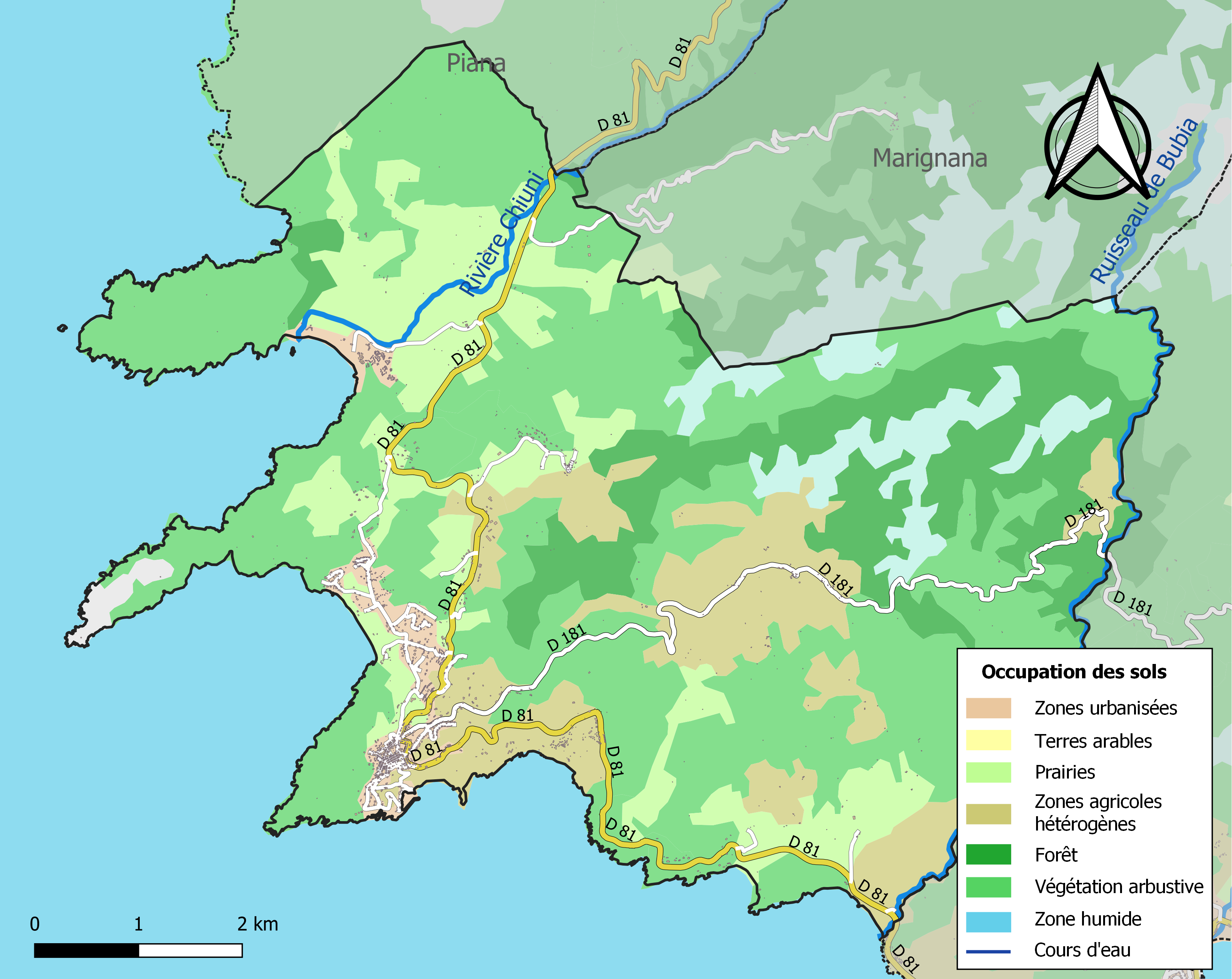

## Demografie
Onderstaande figuur toont het verloop van het inwonertal.
Vanwege een beveiligingsprobleem met de MediaWiki Graph-software is het momenteel niet mogelijk deze grafiek weer te geven. Zodra de software is bijgewerkt zal de grafiek vanzelf weer zichtbaar worden.

## Bezienswaardigheden
Latijnse kerkDeze katholieke kerk met Latijnse ritus uit de 19de eeuw heeft een barokke binnenafwerking en schilderijen (trompe-l'oeil). De kerk staat op een richel boven de golf van Sagone, tegenover de Griekse kerk.
Griekse kerkOok deze kerk is katholiek, maar met een Oosterse ritus. Ze werd gebouwd in 1852-1870 tegenover de Latijnse kerk. In de kerk zijn oude iconen van de Griekse inwijkelingen te zien.